# Donovan In Concert
Donovan In Concert es el primer álbum en vivo del cantautor escocés Donovan, y el primer álbum en directo de su carrera. Fue grabado en el Anaheim Convention Center de Anaheim, California el 23 de septiembre de 1967. Salió publicado en Estados Unidos en agosto de 1968 y en el Reino Unido en septiembre de ese año.
Este álbum reúne 14 de las 22 canciones que interpretó Donovan en ese concierto. En el 2006 se publicó el concierto íntegro en un doble CD.

## Lista de canciones (edición original)
1. Isle of Islay - 4:23
2. Young Girl Blues - 6:10
3. There Is A Mountain - 3:06
4. Poor Cow - 3:22
5. Celeste - 5:16
6. The Fat Angel - 3:20
7. Guinevere - 2:41
8. Widow With Shawl - 3:31
9. Preachin' Love - 5:05
10. The Lullaby Of Spring - 3:10
11. Writer In The Sun - 4:32
12. Pebble and the Man Posteriormente titulada (Happiness Runs) - 3:11
13. Rules and Regulations - 2:34
14. Mellow Yellow - 4:20

Reedición en CD de 2006 (concierto íntegro):
Cd 1:
1. Intro
2. Isle of Islay
3. Young Girl Blues
4. There Is A Mountain
5. Poor Cow
6. Sunny Goodge Street
7. Celeste
8. The Fat Angel
9. Guinevere
10. Widow With Shawl
11. Eppistle to Deroll
12. Preachin' Love

Cd 2:
1. The Lullaby Of Spring
2. Sand and Foam
3. Hampstead Incident
4. Writer In The Sun
5. To Try For The Sun
6. Someone's Singing
7. Pebble and the Man
8. The Tinker and The Crab
9. Rules and Regulations
10. Mellow Yellow
11. Catch The Wind

- Datos: Q3036860